# Raphionacme burkei
Raphionacme burkei är en oleanderväxtart som beskrevs av Nicholas Edward Brown. Raphionacme burkei ingår i släktet Raphionacme och familjen oleanderväxter. Inga underarter finns listade i Catalogue of Life.